# Deddo Hesselink
Deddo Hesselink (Zuidwending, 3 juli 1864 – Den Haag, 29 maart 1953) was een Nederlands politicus.

## Leven en werk
Hesselink werd in 1864 in Zuidwending geboren als zoon van de landbouwer Willem Jan Hesselink en Frouke Bosscher. Hij begon zijn loopbaan als ambtenaar op de gemeentesecretarie van Buitenpost. Hij werd met ingaan van 6 mei 1892 benoemd tot burgemeester van Finsterwolde. Van 15 oktober 1896 tot 16 augustus 1930 was hij burgemeester van het Bildt. Tijdens zijn Friese ambtsperiode was Hesselink lid van de raad van toezicht van de Coöperatieve Voorschotbank 'Het Bildt', voorzitter van de vaktekencurcus van het Nutsdepartement en consul van de ANWB. Na zijn pensioen trok Hesselink zich terug in Den Haag, waar hij op 29 maart 1953 overleed.
Hesselink was Ridder in de Orde van Oranje-Nassau. Zijn grootvader van moeders kant, Deddo Harms Bosscher, was burgemeester van Veendam.
- Nederlandse Thesaurus van Auteursnamen: 423340360
- Virtual International Authority File: 2759156762908041300004
- WorldCat: E39PBJgRPhrJ7d4vMwQ6frHQv3